# Devon
Devon (pronunție AFI |dɛ * vən) este dintre cele mai mari comitate ceremoniale ale Angliei, situat în sud-vestul țării, ocupând jumătatea estică a Peninsulei Cornwall. Numit adesea, dar total incorect, Devonshire, întrucât nu a fost niciodată denominat -shire, cuvântul "Devonshire" este folosit adesea ca un antroponim (în engleză demonym).

## Orașe din cadrul districtului
- Ashburton
- Axminster
- Barnstaple
- Bideford
- Bradninch
- Brixham
- Buckfastleigh
- Budleigh Salterton
- Chagford
- Colyton
- Crediton
- Cullompton
- Dartmouth
- Dawlish
- Exeter
- Exmouth
- Great Torrington
- Holsworthy
- Honiton
- Ilfracombe
- Ivybridge
- Kingsbridge
- Moretonhampstead
- Newton Abbot
- Northam
- Okehampton
- Ottery St Mary
- Paignton
- Salcombe
- Seaton
- Sidmouth
- Tavistock
- Teignmouth
- Tiverton
- Torquay
- Totnes
- Westward Ho!

## Galerie de imagini

Devon
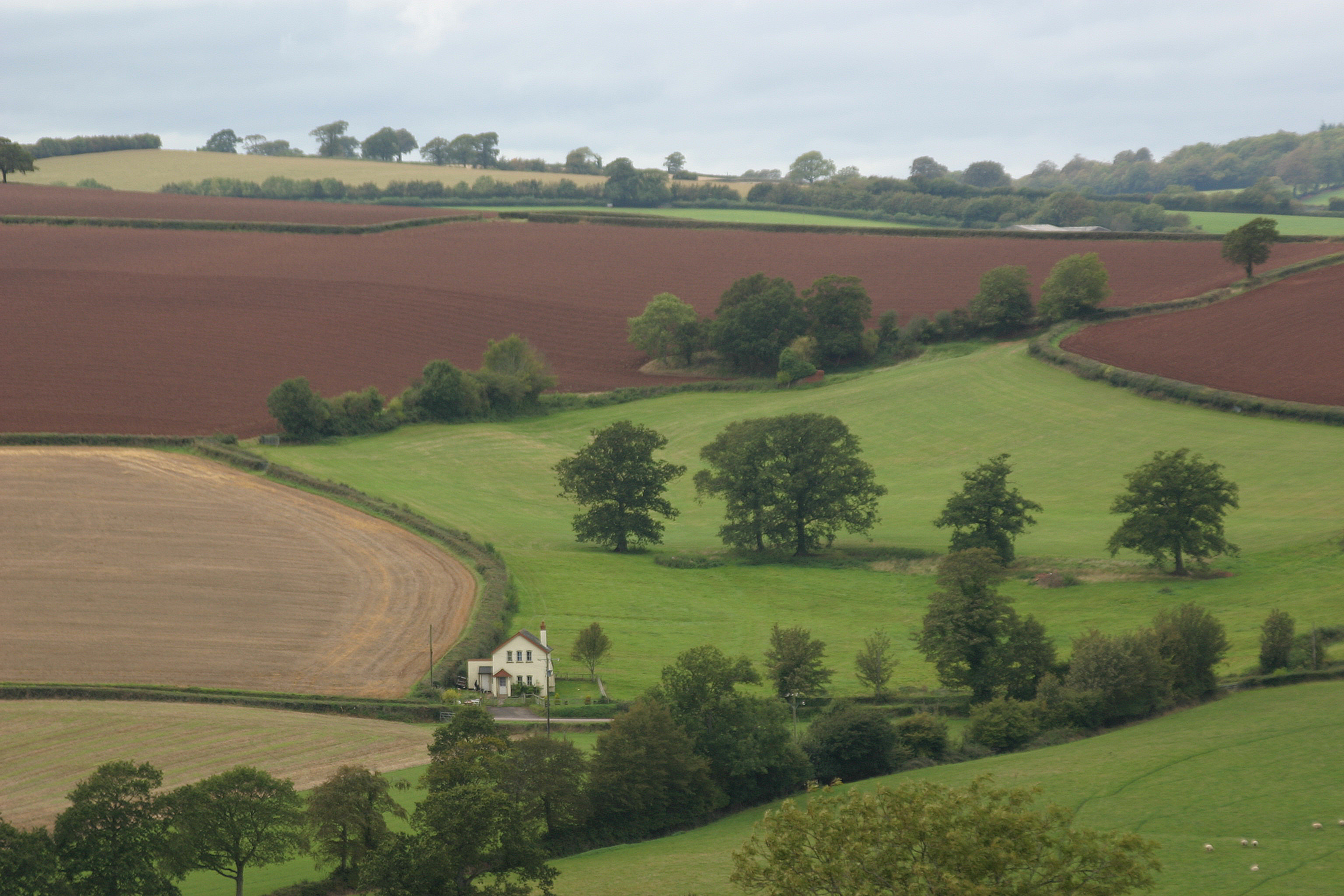
Devon
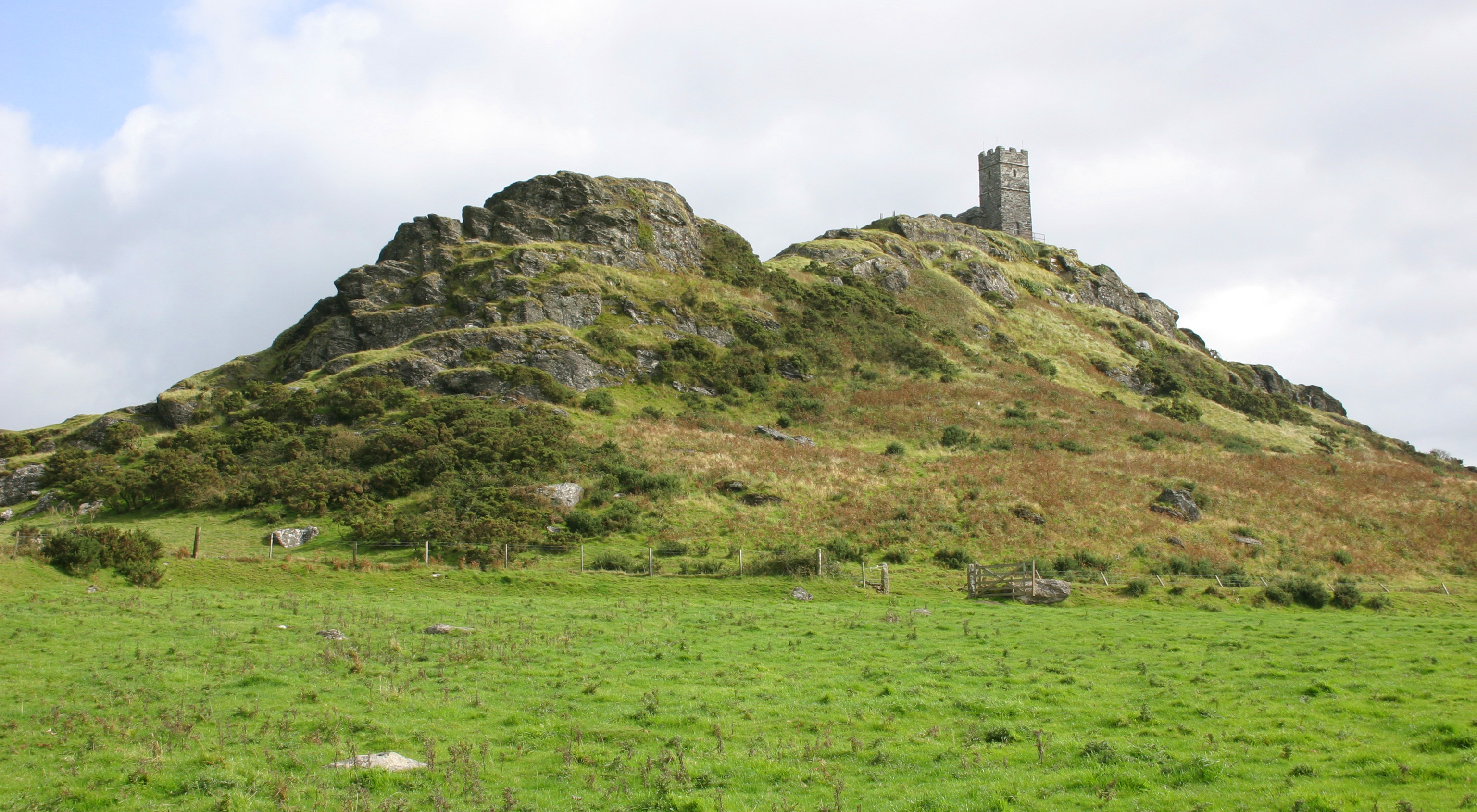
Brentor
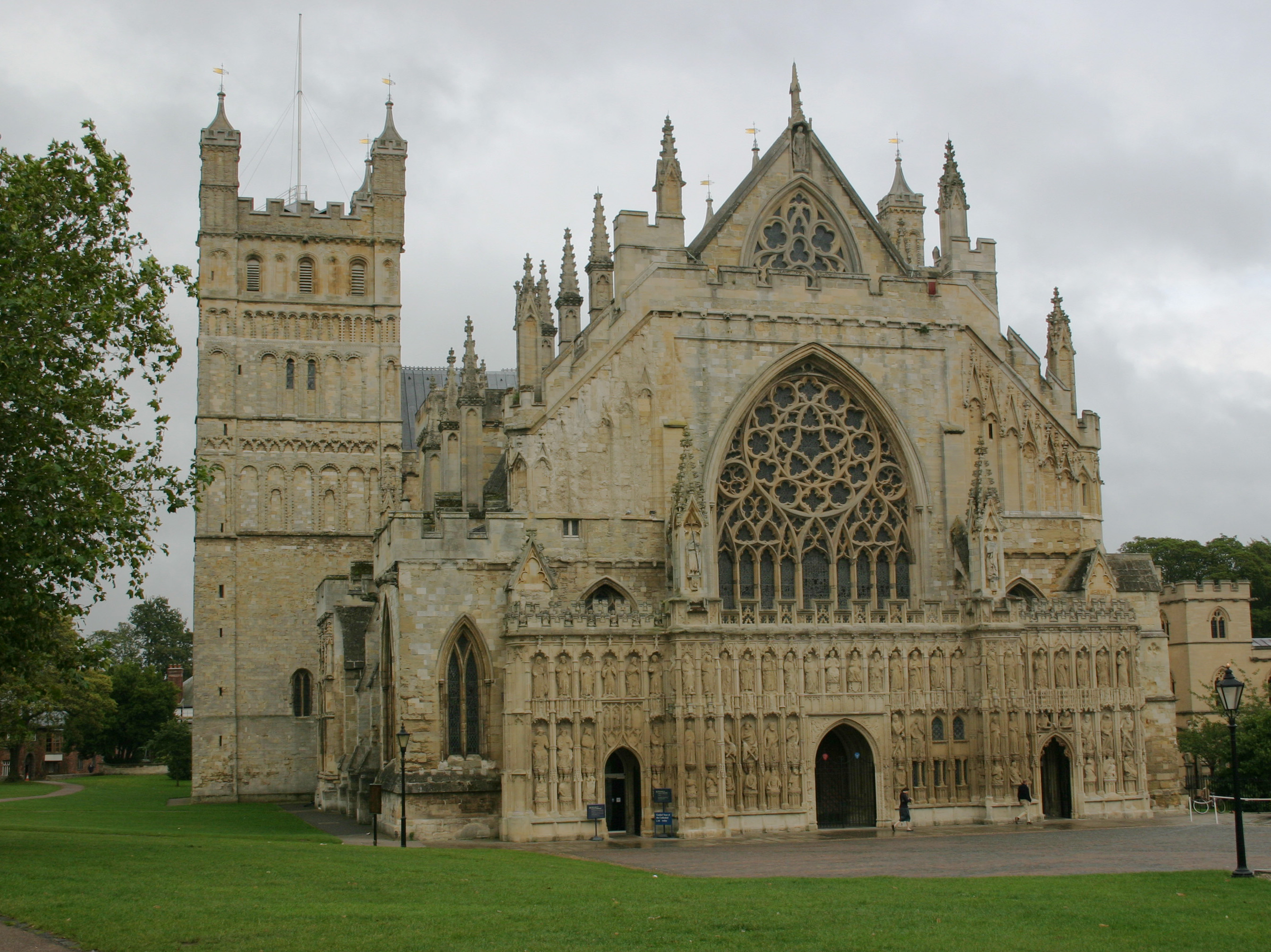
Exeter
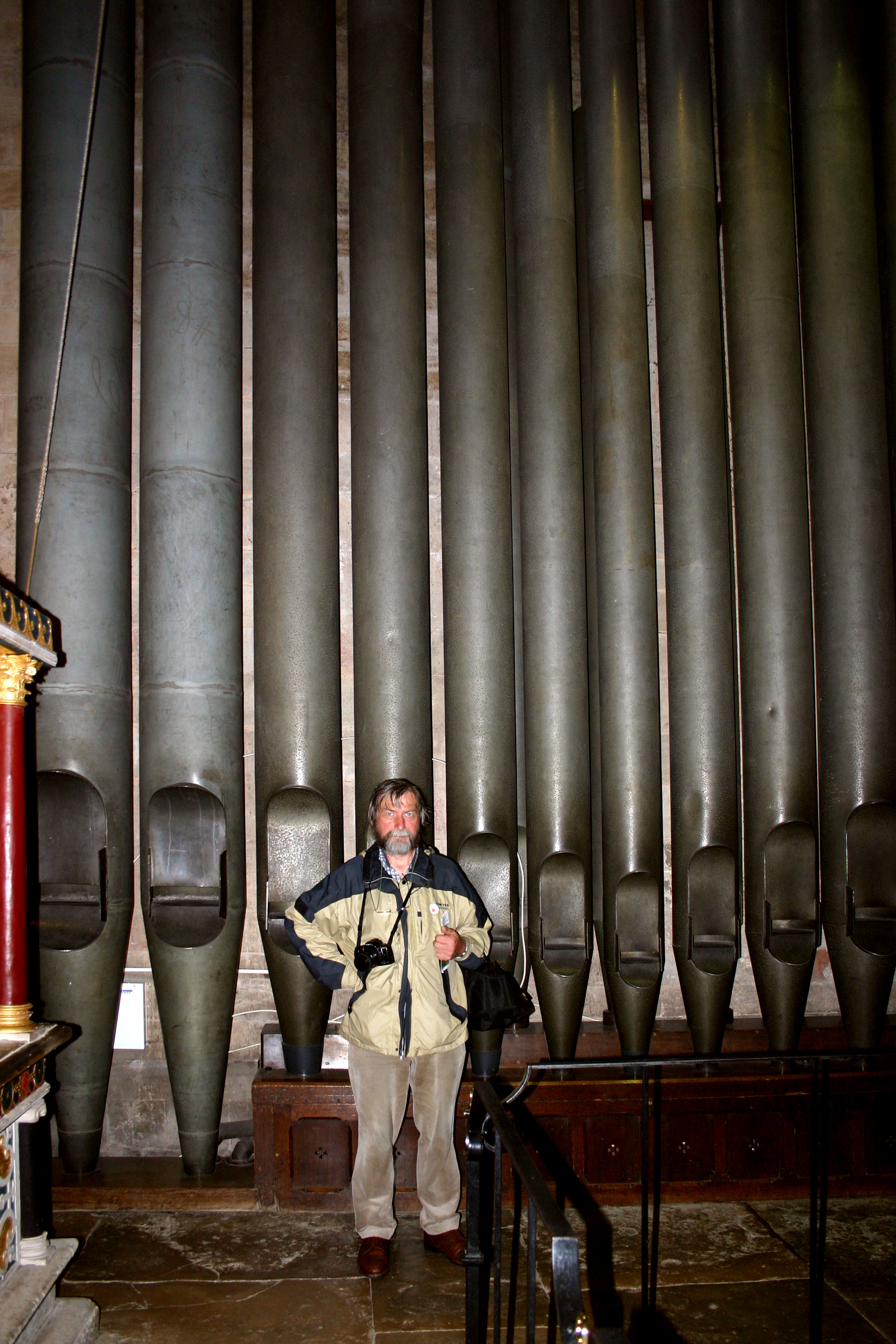
Exeter
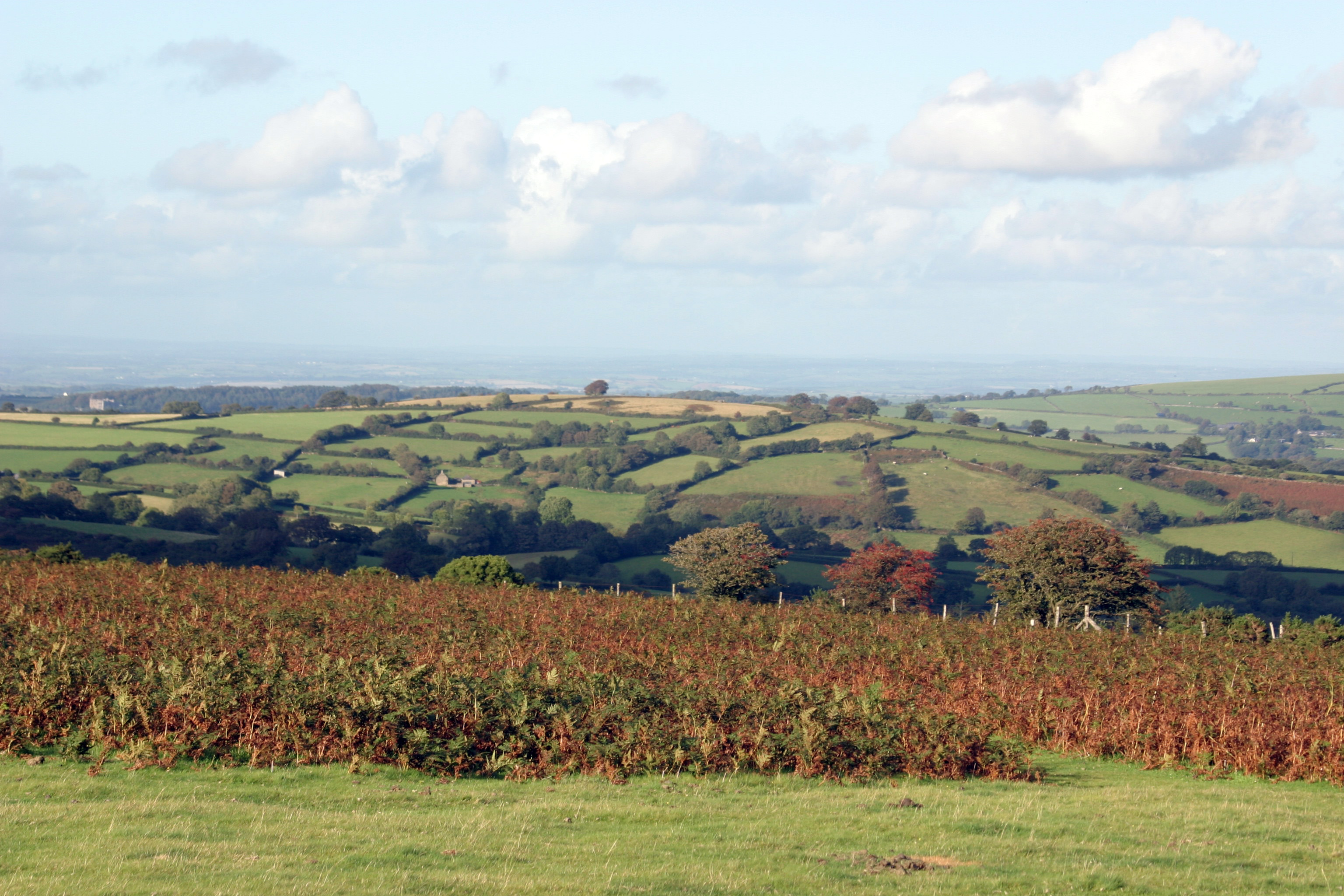
Dartmoor
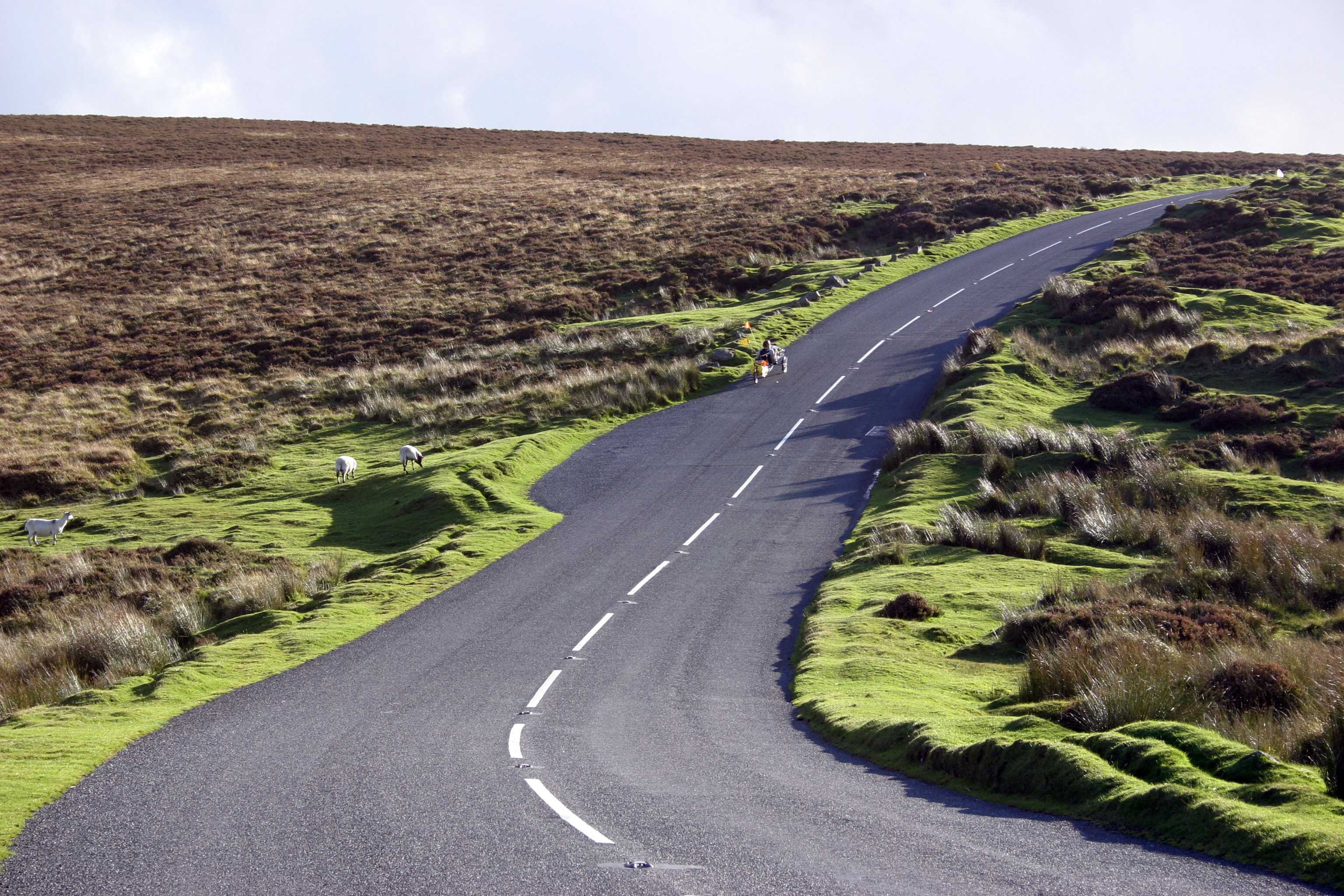
Dartmoor
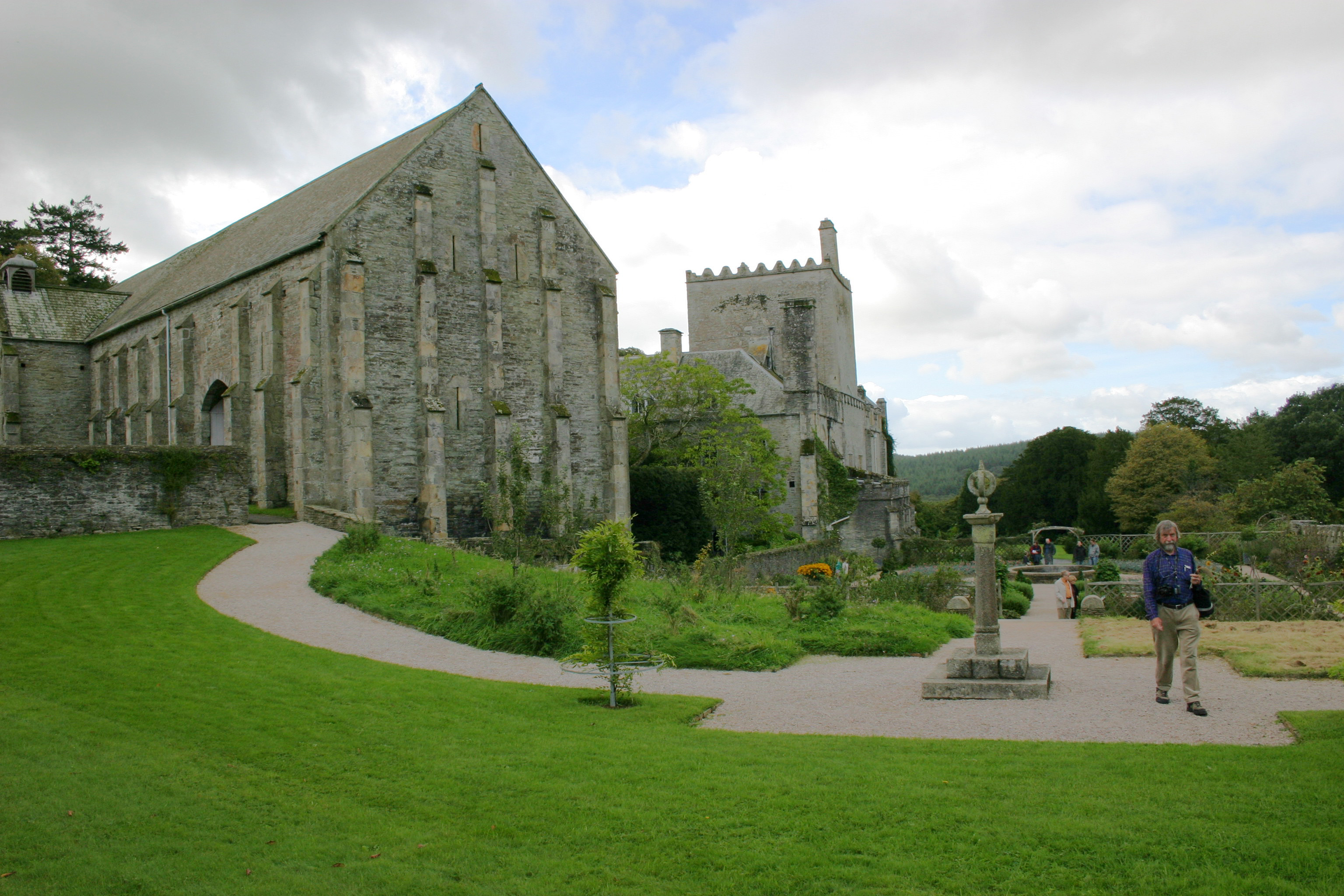
Buckland Abbey
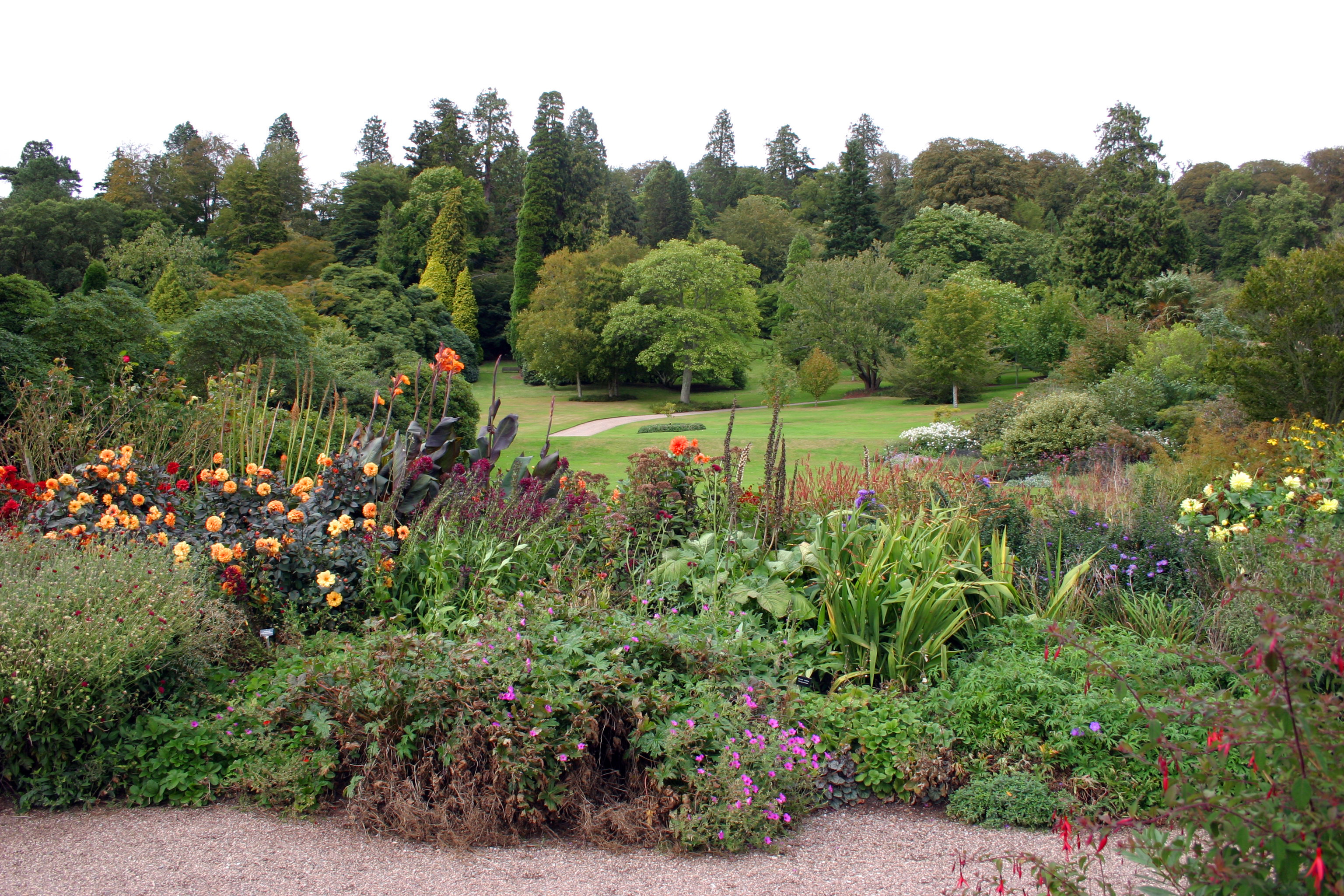
Killerton House
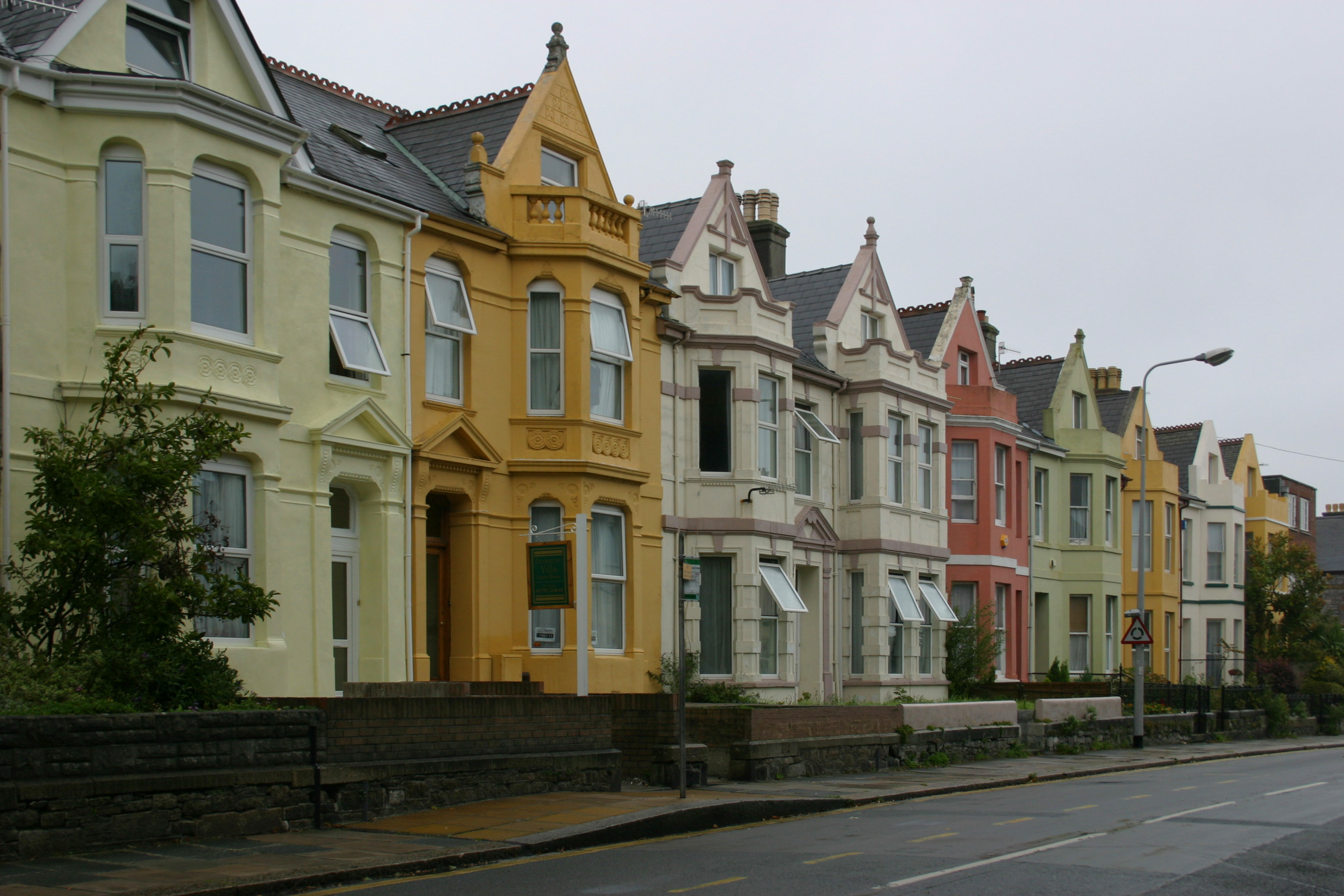
Plymouth